# Classe Spica (motocannoniera)
Le unità veloci d'attacco navale (fast-attack vessels) Classe Spica sono delle piccole unità svedesi armate per compiti offensivi. La prima sottoclasse, la Spica I, prodotta in 6 unità in servizio dai tardi anni sessanta, ha avuto inizialmente un cannone da 57mm Bofors e 6 TLS da 533 mm per i siluri Tp61, ma 15 anni dopo sono state modificate per ospitare 4-8 missili RBS-15 antinave. I tubi di lancio, se necessario, erano sostituibili con un certo numero di mine.
Le 12 unità della Classe Spica II, realizzate tra il 1973 e il 1976, hanno anch'esse un tonnellaggio simile alla precedente, ovvero appena di poco superiore a quello di una Progetto 205 Osa, ma con un sistema di comando e controllo digitale e un radar Giraffe in versione navale, per il rilevamento a bassa quota. L'armamento resta simile, e tipicamente è composto da 1 cannone da 57 mm cad. 200c.min per proiettili da 2,8 kg (su distanze di 6-13 km), 2 siluri da 533 mm (corsa di 20 km a 45 nodi, filoguidati) e 4 missili RBS-15 (gittata 75 km, 1000 km/h circa di velocità, traiettoria a volo radente); le motocannoniere sono state costruite nei cantieri di Götaverken (T121-123) e Karlskronavarvet (T124-126).

## Unità
- HMS Spica (T-121)
- HMS Sirius (T-122)
- HMS Capella (T-123)
- HMS Castor (T-124)
- HMS Vega (T-125)
- HMS Virgo (T-126)